# مردی که پوستش را فروخت
مردی که پوستش را فروخت (انگلیسی: The Man Who Sold His Skin) فیلمی به کارگردانی کوثر بن هنیه است که در سال ۲۰۲۰ نامزد جایزه اسکار بهترین فیلم غیرانگلیسی زبان شد.